# Belgiska supercupen (volleyboll, damer)
Belgiska supercupen i volleyboll för damer är en årlig supercup för klubblag i Belgien som organiseras av Volley Belgium. Den spelas vanligen i oktober (d.v.s. i början av säsongen sett ur ett klubbperspektiv).

## Upplagor[1]
| Upplaga   | Upplaga               | Podium              | Podium        | Podium                  |              |
| Säsong    | Spelplats för finalen | Mästare             | Matchresultat | Finalist                |              |
| --------- | --------------------- | ------------------- | ------------- | ----------------------- | ------------ |
| 1995      | -                     | VT Herentals        | -             | Asterix Kieldrecht      |              |
| 1996      | -                     | VT Herentals        | 3 - 0         | Asterix Kieldrecht      |              |
| 1997      | -                     | Ej genomförd        | Ej genomförd  | Ej genomförd            | Ej genomförd |
| 1998      | -                     | Datovoc Tongeren    | -             | Asterix Kieldrecht      |              |
| 1999      | -                     | VT Herentals        | 3 - 2         | Asterix Kieldrecht      |              |
| 2000      | -                     | Asterix Kieldrecht  | -             | Datovoc Tongeren        |              |
| 2001      | -                     | VT Herentals        | 3 - 2         | Asterix Kieldrecht      |              |
| 2002      | -                     | Asterix Kieldrecht  | -             | Datovoc Tongeren        |              |
| 2003      | -                     | Datovoc Tongeren    | 3 - 0         | Asterix Kieldrecht      |              |
| 2004      | -                     | Datovoc Tongeren    | 2 - 3 3 - 0   | Asterix Kieldrecht      |              |
| 2005      | -                     | Asterix Kieldrecht  | 3 - 1         | Datovoc Tongeren        |              |
| 2006      | -                     | Asterix Kieldrecht  | -             | Dauphines Charleroi     |              |
| 2007      | -                     | Datovoc Tongeren    | 3 - 2         | Asterix Kieldrecht      |              |
| 2008      | -                     | Asterix Kieldrecht  | 3 - 2         | VDK Gent                |              |
| 2009      | -                     | VDK Gent            | 3 - 1         | Dauphines Charleroi     |              |
| 2010      | -                     | Asterix Kieldrecht  | 3 - 0         | Dauphines Charleroi     |              |
| 2011      | Aalst                 | VDK Gent            | 3 - 2         | Asterix Kieldrecht      |              |
| 2012      | Leuven                | Asterix Kieldrecht  | 3 - 1         | Dauphines Charleroi     |              |
| 2013      | Antwerpen             | VDK Gent            | 3 - 0         | VC Oudegem              |              |
| 2014      | Gand                  | Asterix Kieldrecht  | 3 - 0         | Volley Richa Michelbeke |              |
| 2015      | Gand                  | VDK Gent            | 3 - 0         | Asterix Kieldrecht      |              |
| 2016      | Beveren               | Asterix Avo Beveren | 3 - 0         | Datovoc Tongeren        |              |
| 2017      | Gand                  | Asterix Kieldrecht  | 3 - 1         | VDK Gent                |              |
| 2018      | Kortrijk              | Asterix Kieldrecht  | 3 - 0         | VC Oudegem              |              |
| 2019      | Kortrijk              | Asterix Kieldrecht  | 3 - 0         | Hermes Volley Oostende  |              |
| 2020-2021 | -                     | Ej genomförd        | Ej genomförd  | Ej genomförd            | Ej genomförd |
| 2022      | Beveren               | VDK Gent            | 3 - 2         | VC Oudegem              |              |
| 2023      | Beveren               | VDK Gent            | 3 - 2         | Asterix Kieldrecht      |              |

## Resultat per klubb
| Lag                 | Antal titlar | Säsonger                                                               |
| ------------------- | ------------ | ---------------------------------------------------------------------- |
| Asterix Avo Beveren | 12           | 2000, 2002, 2005, 2006, 2008, 2010, 2012, 2014, 2016, 2017, 2018, 2019 |
| VDK Gent            | 6            | 2009, 2011, 2013, 2015, 2022, 2023                                     |
| VT Herentals        | 4            | 1995, 1996, 1999, 2001                                                 |
| Datovoc Tongeren    | 4            | 1998, 2003, 2004, 2007                                                 |